# Lucila Mataix
Amalia Lucila Mataix Olcina (Alcoy, (Alicante), Comunidad Valenciana, 22 de mayo de 1932 - Valencia, Comunidad Valenciana, 9 de octubre de 2001) fue una escritora española de más de 250 novelas de varios géneros entre 1955 y 2001. Escribió principalmente novelas rosas, firmadas primero con su nombre Lucila Mataix y más tarde bajo el seudónimo de Celia Bravo, que fueron incluso traducidas al portugués, a partir de 1980, comenzó a escribir cuentos infantiles, género con el que le llegaría el reconocimiento de crítica y por el que fue galardonada.

## Biografía
Amalia Lucila Mataix Olcina nació el 22 de mayo de 1932 en Alcoy, Comunidad Valenciana, España. Pasó parte de su infancia en esta ciudad hasta que la familia se traslada a vivir a Valencia. En plena posguerra, cursa bachillerato y secretariado. Trabaja como secretaria de dirección de Radio Nacional de España en Valencia, donde también colabora como escritora en "Charlas de Medianoche", al tiempo que publica cuentos y poesía en diversas revistas, periódicos y antologías, siendo todavía muy joven. En 1957 contrae matrimonio –tuvo cuatro hijos y cuatro nietos-.
Durante los primeros 25 años como escritora, publicó más de dos centenares de novelas románticas con su nombre y bajo el seudónimo de Celia Bravo, la mayoría editadas por la Editorial Bruguera, y algunas de ellas traducidas al portugués. Durante algunos años fue además colaboradora de “Las Provincias”.
Gracias a su primer libro infantil, gana en 1980 la Hucha de Plata por su cuento Un Lugar para Dioni. Su libro El Rincón Oscuro (Ed. Autor, 1981) –en el que se incluye este relato— mereció la recomendación de UNICEF y marca su reconocimiento definitivo como escritora, recibiendo varias menciones honoríficas, y quedando finalista en múltiples certámenes tanto en literatura infantil como para adultos. Desde ese momento distintas editoriales se interesan por su obra, hasta el punto de haber sido incluida varias veces en antologías locales y nacionales. Por El Calcetín del Revés (Bruño, 1991) figura en el cuadro de honor de la CCEI. En sus novelas los protagonistas son a menudo niños, lo que desvela su amor por la infancia, desbordado en su obra para el público infantil. Sus libros infantiles han sido traducidos a varias lenguas del estado y han superado en algunos títulos las quince ediciones, siendo lectura recomendada en muchos colegios. Además colaboró con la Editorial Santillana en los libros de lectura para escolares con poesías y textos cortos.
Lucila Mataix fallece el 9 de octubre de 2001 en Valencia.

### Como Lucila Mataix
| - Corazón tranquilo (1955) - Lluvia blanca (1955) - Burbujas (1956) - El amor nunca es culpable (1956) - La bella napolitana (1956) - Me quiero casar con usted (1956) - ¡Vertigo! (1957) - Cuando el amor se impone (1957) - Mademoiselle color de rosa (1957) - Se ha encontrado una mujer (1957) - Te robé para mí (1957) - Una esposa para el ogro (1957) - Completamente tuya (1958) - Cuando el amor es más fuerte (1958) - El amor definitivo (1958) - El hombre de bronce (1958) - El rapto de una actriz (1958) - Entre dos hombres (1958) - Esclava de un error (1958) - Melenita de oro (1958) - Un hombre de posición (1958) - Una muchacha audaz (1958) - Vidas solitarias (1958) - ¿Quién es mi mujer? (1959) - Deliciosa aventura (1959) - La chica del jersey a rayas (1959) - Marido de papel (1959) - Una herencia para dos (1959) - Vuelvo contigo (1959) - La profesora de música (1964) - Sybile (1964) | - El rincón oscuro (1981) - Crepúsculo de barcas (1983) - La bufanda de lunares (1984) - El calcetín del revés (1991) - Un gigante en el bolsillo (1995) - Papá no quiere ser pingüino (1997) - Crónica de un desencanto (1984) - El muro (1988) 1. La casa de los silencios (1992) 2. Las herederas (1995) 3. Viento en los puentes (2001) |

### Como Celia Bravo

#### Novelas románticas
- Cuando el amor existe	(1959)
- El milagro de tu amor	(1959)
- La mujer de su vida	(1959)
- Tú eres mi destino	(1959)
- Tú supiste amar	(1959)
- Vuelvo a soñar	(1959)
- Apasionada	(1960)
- Creeré en ti	(1960)
- Dos chicas iguales	(1960)
- Historia de una carta	(1960)
- La muchacha de la estación	(1960)
- Mentirosa	(1960)
- Necesito tu amor	(1960)
- Ocasión para el amor	(1960)
- La mujer del día	(1961)
- La bella del ascensor	(1962)
- Un hombre indiferente	(1962)
- ¿Cuál es mi amor?	(1963)
- Boda por pasión	(1963)
- Caravana de amor	(1963)
- Chiquilla	(1963)
- Detesto el amor	(1963)
- Falso pecado	(1963)
- Las dos rivales	(1963)
- No me caso con Jim	(1963)
- Se vende un amor	(1963)
- Señorita Maniquí	(1963)
- Su derecho a la felicidad	(1963)
- Su enemigo	(1963)
- Tres hombres para un destino	(1963)
- Tus labios lo dijeron	(1963)
- Un hombre variable	(1963)
- Boda concentrada	(1964)
- Cita con mi marido	(1964)
- Cruel verdad	(1964)
- Diferentes en todo	(1964)
- El profesor de Lili	(1964)
- Eres odioso	(1964)
- Me acuerdo de ti	(1964)
- No conozcas mi pasado	(1964)
- Otra mujer	(1964)
- Su peor enemigo	(1964)
- Una locura	(1964)
- ¡Pobrecito millonario!	(1965)
- Ardiente duda	(1965)
- De barro	(1965)
- El engaño	(1965)
- El más fuerte	(1965)
- El muro de hielo	(1965)
- El torrente de fuego	(1965)
- Eres un cínico	(1965)
- Eres una niña	(1965)
- Idilio imposible	(1965)
- La maestrita	(1965)
- La novia del otro	(1965)
- Me necesitas	(1965)
- Merezco tu amor	(1965)
- Muchacha rebelde	(1965)
- Mujer calumniada	(1965)
- Muñeca vacía	(1965)
- Ojos de gato	(1965)
- Pobrecito millonario	(1965)
- Siempre vestida de rojo	(1965)
- Sucedió aquella noche	(1965)
- Trampa a nuestro amor	(1965)
- Un marido desconocido	(1965)
- Una chica de conjunto	(1965)
- Una nueva vida	(1965)
- Camino en sombras	(1966)
- Después del rapto	(1966)
- Dos aventureras	(1966)
- El alma destruida	(1966)
- Herencia para una ambiciosa	(1966)
- La dicha negada	(1966)
- La estafa	(1966)
- La muñeca rota	(1966)
- La nube ardiente	(1966)
- Lo inesperado	(1966)
- Loca millonaria	(1966)
- Los caprichos de Ellis	(1966)
- Mujeres sin alma	(1966)
- Prisionera	(1966)
- Tu rencor	(1966)
- Un hombre huraño	(1966)
- Un señorito	(1966)
- Una mujer dinámica	(1966)
- Amar es imposible	(1967)
- Cabellos largos	(1967)
- El abismo abajo	(1967)
- El chico del club	(1967)
- El club de los aburridos	(1967)
- El error de un hombre	(1967)
- El gigante vencido	(1967)
- La chica fugitiva	(1967)
- La frívola	(1967)
- La mujer de niebla	(1967)
- La sombra de otro	(1967)
- Llévate a Kriquet	(1967)
- Mi mujer es peligrosa	(1967)
- Muro de ensueños	(1967)
- Pugna entre dos hombres	(1967)
- Sobre barro	(1967)
- Tu preciosa vida	(1967)
- Tus mentiras	(1967)
- Un solterón	(1967)
- Una adolescente	(1967)
- Una cálida esperanza	(1967)
- Una extraña	(1967)
- Una mujer entre nosotros	(1967)
- Alma despótica	(1968)
- Apuesta peligrosa	(1968)
- Ardiente sueño	(1968)
- El pecado de tus ojos	(1968)
- En tus manos	(1968)
- Escándalo	(1968)
- Esposa secreta	(1968)
- Hermosa y cruel	(1968)
- La chica de mi vida	(1968)
- La diosa de barro	(1968)
- La estúpida	(1968)
- La extraña Gladys	(1968)
- Lejos de tu vida	(1968)
- Mi desconocido	(1968)
- Mi dueño	(1968)
- Mi error	(1968)
- Mi jefe	(1968)
- Muchachas del Club Azul	(1968)
- No, querido doctor	(1968)
- Noche imposible	(1968)
- Secretaria para excéntricos	(1968)
- Trampa de amor	(1968)
- Tu ingratitud	(1968)
- Tú no eres tú	(1968)
- Una chica caprichosa	(1968)
- Algo de ti	(1969)
- Cabeza rota	(1969)
- Del temple del acero	(1969)
- Doblemente amado	(1969)
- El adiós de Melvyn	(1969)
- Humano deseo	(1969)
- La chica de la moto	(1969)
- La diosa perdida	(1969)
- La inocente	(1969)
- La loca mentira	(1969)
- Me gusta como eres	(1969)
- Mi Candy	(1969)
- Mimosas para ti	(1969)
- Nos separa Peggy	(1969)
- Te quiero así	(1969)
- Tempestad de fuego	(1969)
- Tengo miedo de ti	(1969)
- Tú no eres para mi	(1969)
- Un chico rebelde	(1969)
- Un sueño para ti	(1969)
- Una rara coincidencia	(1969)
- Alarma en Mild	(1970)
- Astucia de mujer	(1970)
- El bravucón	(1970)
- El encuentro del doctor Woll	(1970)
- Esa clase de ansiedad	(1970)
- Fue un juego peligroso	(1970)
- Fue una llamarada	(1970)
- Incierto amor	(1970)
- La cita	(1970)
- La huida de Sandra	(1970)
- Pasión difícil	(1970)
- Trenzas de noche	(1970)
- Un extraño en el jardín	(1970)
- Una coqueta	(1970)
- Una mamá para Sidney	(1970)
- Algo diferente	(1971)
- Apártate de ella	(1971)
- El pasado de mi esposa	(1971)
- La chica de black	(1971)
- La puerta cerrada	(1971)
- Seré tu castigo	(1971)
- Vuelve a mi vida	(1971)
- Camino prohibido	(1972)
- El hombre de su pasado	(1972)
- Ella está en peligro	(1972)
- Escándalo en Mar de Plata	(1972)
- La chica de la barra	(1972)
- La verdad cruel	(1972)
- Mereces ser amada	(1972)
- No serás de otro	(1972)
- Por una tentación	(1972)
- Señalada para siempre	(1972)
- Sola en la oscuridad	(1972)
- Deseable (libra)	(1972)
- Después de la noche	(1973)
- Esclava de un hombre	(1973)
- La mujer de mis sueños	(1973)
- La mujer de otro	(1973)
- Más rubia que el champagne	(1973)
- Su última esperanza	(1973)
- Una mujer vendida	(1973)
- Boda por compromiso	(1974)
- Juegos cobardes	(1974)
- Esa chica será mía	(1975)
- Su gran equivocación	(1975)
- Una noche	(1975)
- El uno para el otro	(1976)
- En la ratonera	(1976)
- Engaño	(1976)
- La tenaza	(1976)
- Magdalena	(1976)
- No juegues con fuego	(1976)
- La otra senda	(1977)
- Ya nada me importa	(1980)
- Perdóname	(1980)